# Дуга (село)
Дуга (укр. Дуга) — село на Украине, находится в Емильчинском районе Житомирской области. Стоит на реке Белка.
Код КОАТУУ — 1821782403. Население по переписи 2001 года составляет 80 человек. Почтовый индекс — 11251. Телефонный код — 4149. Занимает площадь 0,063 км².

## Адрес местного совета
11253, Житомирская область, Емильчинский р-н, с.Зеленица